# Atalanta Bergamasca Calcio 1942-1943
Questa pagina raccoglie i dati riguardanti l'Atalanta Bergamasca Calcio nelle competizioni ufficiali della stagione 1942-1943.

## Stagione
La stagione 1942-1943 è l'ultima prima della sospensione dovuta alla seconda guerra mondiale. L'Atalanta ottiene un ottimo nono posto (a pari merito con la Lazio e Roma) condito dalle vittorie contro il Grande Torino (1-0) (dominatore di quegli anni), contro il Milano in trasferta (1-0) e contro la Roma campione in carica (2-1).
Sulla panchina degli orobici c'è ancora János Nehadoma; a sopperire le partenze di uomini importanti come Fabbri e Gaddoni (ceduti entrambi all'Ambrosiana) arriva dal Cuneo Gè che realizzerà 12 goal in 28 partite.
In Coppa Italia l'Atalanta viene eliminata agli ottavi di finale dal Torino, dopo che nel turno precedente aveva estromesso il Liguria.

## Organigramma societario
Area direttiva
- Presidente: Nardo Bertoncini
- Segretario: Oreste Onetto

Area tecnica
- Allenatore: János Nehadoma

Area sanitaria

## Rosa
| N. |                      | Ruolo | Calciatore          |
| -- | -------------------- | ----- | ------------------- |
|    | Italia (bandiera)    | P     | Secondo Lanfranco   |
|    | Italia (bandiera)    | D     | Alberto Citterio    |
|    | Italia (bandiera)    | D     | Luigi Mamoli        |
|    | Italia (bandiera)    | C     | Ermelindo Bonilauri |
|    | Argentina (bandiera) | C     | Hugo Lamanna        |
|    | Italia (bandiera)    | C     | Guido Monzani       |
|    | Italia (bandiera)    | C     | Salvatore Perrucci  |
|    | Italia (bandiera)    | C     | Vittorio Schiavi    |
|    | Italia (bandiera)    | C     | Benedetto Stella    |

| N. |                   | Ruolo | Calciatore           |
| -- | ----------------- | ----- | -------------------- |
|    | Italia (bandiera) | C     | Paolo Tabanelli      |
|    | Italia (bandiera) | C     | Massimiliano Zandali |
|    | Italia (bandiera) | A     | Giuseppe Bussi       |
|    | Italia (bandiera) | A     | Valerio Cassani      |
|    | Italia (bandiera) | A     | Adriano Gè           |
|    | Italia (bandiera) | A     | Mario Gritti         |
|    | Italia (bandiera) | A     | Luciano Peretti      |
|    | Italia (bandiera) | A     | Sallustio Stombelli  |

## Calciomercato
| Acquisti | Acquisti             | Acquisti | Acquisti   |
| R.       | Nome                 | da       | Modalità   |
| -------- | -------------------- | -------- | ---------- |
| C        | Benedetto Stella     | Liguria  | definitivo |
| C        | Massimiliano Zandali | Savona   | definitivo |
| A        | Giuseppe Bussi       | Falck    | definitivo |
| A        | Valerio Cassani      | Padova   | definitivo |
| A        | Adriano Gè           | Cuneo    | definitivo |

| Cessioni | Cessioni            | Cessioni         | Cessioni      |
| R.       | Nome                | da               | Modalità      |
| -------- | ------------------- | ---------------- | ------------- |
| D        | Edgardo Ciancamerla |                  | leva militare |
| C        | Guido Corbelli      | Milano           | definitivo    |
| A        | Edmondo Fabbri      | Ambrosiana-Inter | definitivo    |
| A        | Giovanni Gaddoni    | Ambrosiana-Inter | definitivo    |
| A        | Tomás Garibaldi     | Genova 1893      | fine prestito |
| A        | Mario Pagliano      | Cuneo            | definitivo    |

## Risultati

### Serie A

#### Girone d'andata
| Arbitro: | Venutti (Trieste) |

|                  |           |  |
| Matosic 48’, 86’ | Marcatori |  |

| Arbitro: | Silvano (Torino) |

|                      |           |  |
| Stombelli 51’ Gè 68’ | Marcatori |  |

| Arbitro: | Mazza (Torre del Greco) |

|             |           |  |
| Rebuzzi 32’ | Marcatori |  |

| Arbitro: | Scotto (Savona) |

|  |           |                      |
|  | Marcatori | 24’ Raccis 88’ Piana |

| Arbitro: | Scorzoni (Bologna) |

|                                                                          |           |        |
| Borel II 2’ Ventimiglia 24’ Locatelli 50’ Sentimenti III 57’ Bellini 70’ | Marcatori | 64’ Gè |

| Arbitro: | Neri (Vicenza) |

|                             |           |           |
| Gritti 45’ Gè 48’ Bussi 88’ | Marcatori | 61’ Conti |

| Arbitro: | Bertolio (Torino) |

|                       |           |        |
| Pantó 12’ Mornese 84’ | Marcatori | 47’ Gè |

| Arbitro: | Mattea (Torino) |

|            |           |  |
| Gritti 46’ | Marcatori |  |

| Arbitro: | Silvano (Torino) |

|                                  |           |                               |
| Colaussi 50’ Camolese 68’ (rig.) | Marcatori | 24’ Peretti 31’ Gè 87’ Gritti |

| Bergamo 6 dicembre 1942, ore ? 10ª giornata | Atalanta          | 0 – 0 | Milano | Stadio Mario Brumana\| Arbitro: \| Galeati (Bologna) \| |
| Arbitro:                                    | Galeati (Bologna) |       |        |                                                         |

| Arbitro: | Zelocchi (Modena) |

|              |           |             |
| Alberico 74’ | Marcatori | 60’ Schiavi |

| Arbitro: | Dattilo (Roma) |

|             |           |  |
| Cassani 47’ | Marcatori |  |

| Arbitro: | Bianchi (Firenze) |

|                                       |           |  |
| Callegari 14’ D'Alconzo 28’ Tabor 73’ | Marcatori |  |

| Arbitro: | Galeati (Bologna) |

|  |           |        |
|  | Marcatori | 44’ Gè |

| Arbitro: | Bertolio (Torino) |

|                    |           |  |
| Cassani 57’ Gè 89’ | Marcatori |  |

#### Girone di ritorno
| Arbitro: | Mattea (Torino) |

|                    |           |  |
| Schiavi 49’ (rig.) | Marcatori |  |

| Bari 24 gennaio 1943, ore ? 17ª giornata | Bari                  | 0 – 0 | Atalanta | Stadio della Vittoria\| Arbitro: \| Zilli (Reggio Emilia) \| |
| Arbitro:                                 | Zilli (Reggio Emilia) |       |          |                                                              |

| Arbitro: | Scotto (Savona) |

|                   |           |                                          |
| Gè 68’ Gritti 76’ | Marcatori | 4’, 42’, 45’, 69’ Baldini 65’ Campatelli |

| Arbitro: | Biancone (Roma) |

|           |           |       |
| Piana 17’ | Marcatori | 8’ Gè |

| Arbitro: | Scorzoni (Bologna) |

|  |           |                                  |
|  | Marcatori | 26’ Depetrini 70’ (aut.) Lamanna |

| Arbitro: | Dellarole (Roma) |

|              |           |  |
| Trevisan 46’ | Marcatori |  |

| Arbitro: | Scarpi (Dolo) |

|                                 |           |              |
| Citterio 49’ (rig.) Peretti 57’ | Marcatori | 45’ Dagianti |

| Arbitro: | Dellarole (Roma) |

|                          |           |  |
| Valcareggi 66’ Suppi 77’ | Marcatori |  |

| Arbitro: | Mattea (Torino) |

|                         |           |                    |
| Peretti 24’ Zandali 65’ | Marcatori | 46’, 49’ Marchetti |

| Arbitro: | Bernardi (Bologna) |

|  |           |               |
|  | Marcatori | 17’ Stombelli |

| Arbitro: | Poggipollini (Ferrara) |

|        |           |                                |
| Gè 35’ | Marcatori | 10’ Alberico 28’ Degli Esposti |

| Arbitro: | Fois (Roma) |

|                                                  |           |                        |
| Gabetto 18’ Ferraris II 64’ Loik 70’ Mazzola 83’ | Marcatori | 19’ Zandali 60’ Gritti |

| Arbitro: | Pizziolo (Firenze) |

|                    |           |  |
| Stombelli 49’, 64’ | Marcatori |  |

| Arbitro: | Galeati (Bologna) |

|                            |           |                                  |
| Gè 48’ Citterio 71’ (rig.) | Marcatori | 37’ (aut.) Citterio 43’ Tosolini |

| Arbitro: | Curradi (Firenze) |

|                                    |           |             |
| Boriçi 37’ Gualtieri 69’ Piola 89’ | Marcatori | 11’, 44’ Gè |

### Coppa Italia

#### Sedicesimi di finale
| Arbitro: | Carpani (Milano) |

|                                  |           |                         |
| Zandali 4’ Cassani 10’ Bussi 47’ | Marcatori | 55’ (rig.) Silvestrelli |

#### Ottavi di finale
| Arbitro: | Bernardi (Bologna) |

|  |           |                      |
|  | Marcatori | 32’ Gabetto 41’ Loik |

## Statistiche

### Statistiche di squadra
| Competizione | Punti | In casa | In casa | In casa | In casa | In casa | In casa | In trasferta | In trasferta | In trasferta | In trasferta | In trasferta | In trasferta | Totale | Totale | Totale | Totale | Totale | Totale | DR  |
| Competizione | Punti | G       | V       | N       | P       | Gf      | Gs      | G            | V            | N            | P            | Gf           | Gs           | G      | V      | N      | P      | Gf     | Gs     | DR  |
| ------------ | ----- | ------- | ------- | ------- | ------- | ------- | ------- | ------------ | ------------ | ------------ | ------------ | ------------ | ------------ | ------ | ------ | ------ | ------ | ------ | ------ | --- |
| Serie A      | 28    | 15      | 8       | 3       | 4       | 21      | 17      | 15           | 3            | 3            | 9            | 13           | 27           | 30     | 11     | 6      | 13     | 34     | 44     | -10 |
| Coppa Italia | -     | 2       | 1       | 0       | 1       | 3       | 3       | 0            | 0            | 0            | 0            | 0            | 0            | 2      | 1      | 0      | 1      | 3      | 3      | 0   |

### Statistiche dei giocatori
| Giocatore    | Serie A  | Serie A | Coppa Italia | Coppa Italia | Totale   | Totale |
| Giocatore    | Presenze | Reti    | Presenze     | Reti         | Presenze | Reti   |
| ------------ | -------- | ------- | ------------ | ------------ | -------- | ------ |
| E. Bonilauri | 16       | 0       | 1            | 0            | 17       | 0      |
| G. Bussi     | 9        | 1       | 2            | 1            | 11       | 2      |
| V. Cassani   | 15       | 2       | 2            | 1            | 17       | 3      |
| A. Citterio  | 30       | 2       | 2            | 0            | 32       | 2      |
| A. Gè        | 28       | 12      | 2            | 0            | 30       | 12     |
| M. Gritti    | 25       | 6       | 0            | 0            | 25       | 6      |
| H. Lamanna   | 20       | 0       | 0            | 0            | 20       | 0      |
| S. Lanfranco | 30       | -44     | 2            | -3           | 32       | -47    |
| L. Mamoli    | 30       | 0       | 2            | 0            | 32       | 0      |
| G. Monzani   | 1        | 0       | 0            | 0            | 1        | 0      |
| L. Peretti   | 25       | 3       | 0            | 0            | 25       | 3      |
| S. Perrucci  | 10       | 0       | 2            | 0            | 12       | 0      |
| V. Schiavi   | 30       | 2       | 1            | 0            | 31       | 2      |
| B. Stella    | 3        | 0       | 2            | 0            | 5        | 0      |
| S. Stombelli | 11       | 4       | 0            | 0            | 11       | 4      |
| P. Tabanelli | 30       | 0       | 2            | 0            | 32       | 0      |
| M. Zandali   | 17       | 2       | 2            | 1            | 19       | 3      |